# Microlicia sphagnicola
Microlicia sphagnicola är en tvåhjärtbladig växtart som beskrevs av Henry Allan Gleason. Microlicia sphagnicola ingår i släktet Microlicia och familjen Melastomataceae. Inga underarter finns listade i Catalogue of Life.